# 1.º Batalhão de Defesa Química, Biológica, Radiológica e Nuclear
O 1.º Batalhão de Defesa Química, Biológica, Radiológica e Nuclear é resultante da transformação da Cia DQBN (Companhia de Defesa Química, Biológica e Nuclear) em batalhão, no ano 2012. O 1.º Btl DQBRN e a Companhia de Defesa Química, Biológica, Radiológica e Nuclear (Cia DQBRN), do Comando de Operações Especiais, são os únicos do gênero no Exército Brasileiro, e seus integrantes são treinados para combater em guerras químicas, biológicas e nucleares (como o nome sugere), principalmente em controle e descontaminação de armas, locais e pessoal.

## História
A origem do 1.º Btl DQBRN remonta a 1953, quando foi criada a Companhia de Guerra Química, originalmente subordinada ao Grupamento de Unidades-Escola (GUEs), nas dependências da Escola de Instrução Especializada (EsIE).
Em 31 de dezembro de 1987, a Companhia Escola de Guerra Química foi extinta e, em seu lugar, foi criada a Companhia de Defesa Química, Biológica e Nuclear, sediada na cidade do Rio de Janeiro e subordinada à Diretoria de Especialização e Extensão. Até janeiro de 2004, a Companhia foi brevemente subordinada à Brigada de Operações Especiais, mas voltou à subordinação anterior.

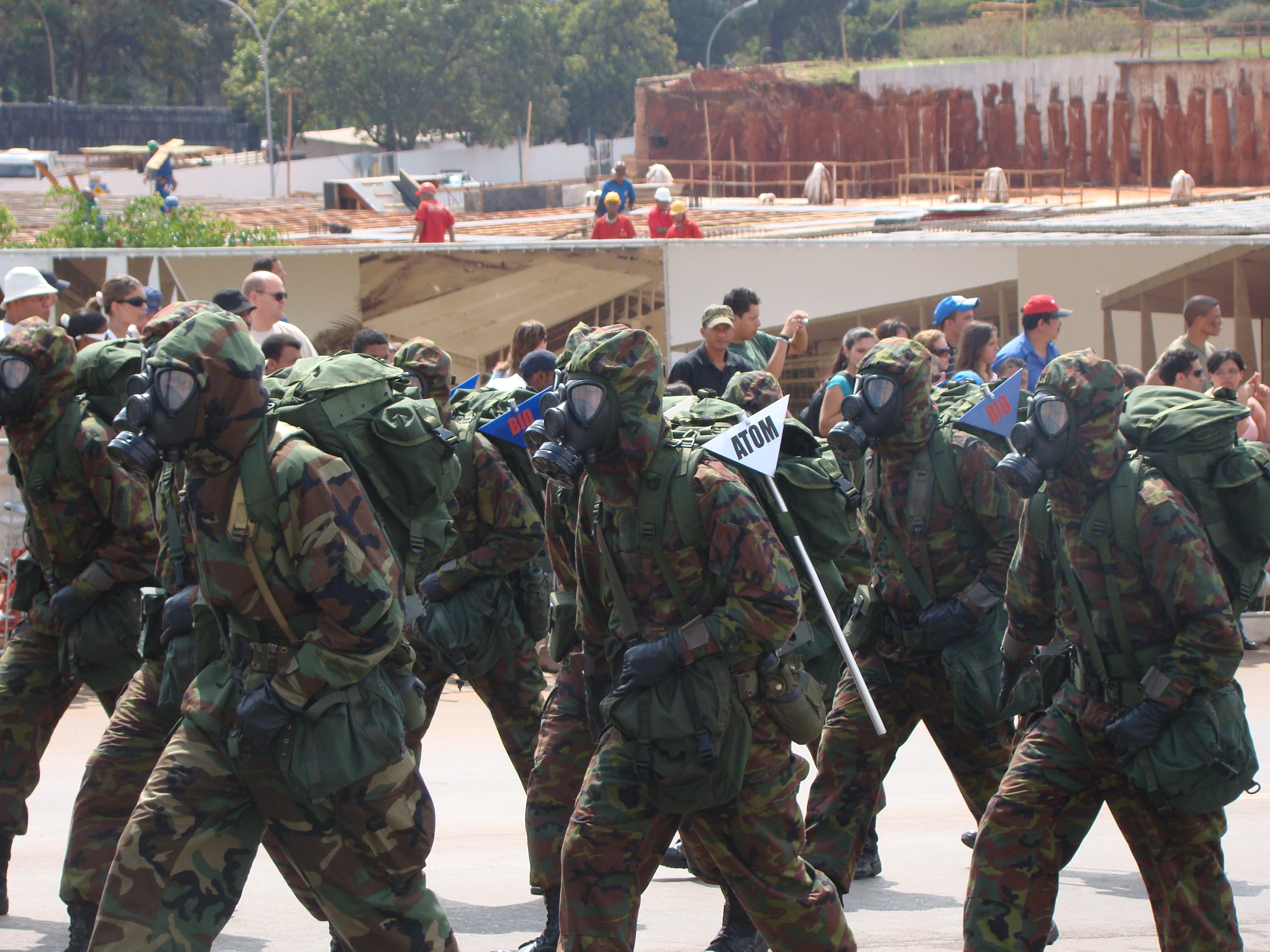
A Cia DQBN desfilando no Desfile Cívico Militar, em 2008.

Em 2008, a Cia DQBN participou, pela primeira vez em sua história, do Desfile Cívico Militar da Semana da Pátria de 7 de setembro, na cidade de Brasília.
Entre 27 a 29 de maio de 2010, a companhia participou do 3°Fórum Mundial da Aliança de Civilizações, coordenado pela Organização das Nações Unidas (ONU), sendo empregada no contexto de operações de Varredura e Monitoração QBN, Descontaminação de Pessoal e Material.
Por meio da portaria n° 991, de 27 de novembro de 2012, o COMANDANTE DO EXÉRCITO, no uso das atribuições que lhe conferem o art. 4° da Lei Complementar n° 97, de 9 de junho de 1999, alterada pela Lei Complementar n°136, de 25 de agosto de 2010, e o inciso V do art. 20 da Estrutura Regimental do Comando do Exército, aprovada pelo Decreto n° 5.751, de 12 de abril de 2006, de acordo com o que propõe o Estado-Maior do Exército, resolveu transformar, a contar de 1° de dezembro de 2012, a Companhia de Defesa Química, Biológica e Nuclear (Cia DQBN) em 1° Batalhão de Defesa Química, Biológica, Radiológica e Nuclear (1° Btl DQBRN), com sede no Rio de Janeiro-RJ, subordinado à 1ª Divisão de Exército.

## Atuações reais
- Entre setembro a dezembro de 1987, a Companhia foi movida para Goiânia (GO), para lidar com um acidente ocorrido com o radioisótopo Césio 137.
- A companhia participa desde 1989 do Exercício Geral do Plano de Emergência das Usinas Nucleares de Angra I e Angra II, em coordenação com o SIPRON, do ministério da Ciência e Tecnologia, apoiando as atividades de monitoração, descontaminação e evacuação dos moradores do Município de Angra dos Reis (RJ).
- O Batalhão DQBRN atuou na descontaminação do material das tropas do exército brasileiro que participaram de missões de paz em 2001 (Timor-Leste) e em 2006 (Haiti).
- A Companhia atuou na proteção do Papa Bento XVI em 9 de maio de 2007 e varreduras químicas e radiológicas nas instalações do Complexo Deodoro, na Vila Militar, durante as competições desportivas dos Jogos Pan-Americanos de 2007.
- Em outubro de 2007, a Cia DQBN participou pela primeira vez da Operação Pantanal, em Campo Grande, Corumbá e Dourados, no Mato Grosso do Sul, na qual 12 militares atuaram na descontaminação de um navio e tripulação da Marinha do Brasil, além da descontaminação de viaturas e tropas do Exército.
- Em outubro de 2007, a Cia DQBN participou da Operação Aliança, realizando varreduras e monitoração QBN de pessoal, material e das instalações que seriam usadas pelos então presidentes do Brasil, Luiz Inácio Lula da Silva, e Estados Unidos, George W. Bush, na visita do presidente norte-americano ao país.
- Entre 17 a 21 de novembro de 2007, a Cia DQBN participou da Convenção Internacional de Biocombustíveis, na qual realizou varredura QBN de pessoal, material e instalações do presidente e demais autoridades internacionais, por ocasião deste encontro diplomático.
- Em 5 de julho de 2011, foi realizada a varredura Química, Biológica, Nuclear e de Explosivos (QBNRe) no Centro Integrado de Operações Conjuntas (CIOC) e no Centro de Controle Operacional (CCop), dos 5º Jogos Mundiais Militares.[2]
- O Batalhão montou seu Posto de Descontaminação Total e fez Varreduras QBRN nas instalações pelas quais passaria o Papa Francisco durante a Jornada Mundial da Juventude, em 2013.[3]
- Em abril de 2015, o 1º Btl DQBRN atuou em um acidente em Santos (SP) monitorando a atmosfera e identificando agentes químicos causados pela explosão.[4]
- Em julho de 2015, o Batalhão trabalhou em conjunto com a equipe da Comissão Nacional de Prevenção e Repressão e Respostas a Emergências Biológicas (Conapreb) paraguaio para a segurança do Papa Francisco durante sua passagem pelo Paraguai.[5]
- O Batalhão foi solicitado pela Força Aérea Brasileira, na noite de 11 de novembro de 2015, para descontaminar a aeronave e equipe médica que acompanhou um suspeito de ébola na Base Aérea do Galeão.[6]

## Focos
Entre os agentes biológicos, a atenção das tropas está voltada para as seguintes substâncias: antraz, botulismo, ricina, varíola, tularemia, brucelose, Coxiella burnetii,  E. coli O157:H7, Salmonella e peste bubônica.